# Часовня-усыпальница Сеножацких
Часовня-усыпальница Сеножацких — часовня на польском католическом кладбище в Могилёве (по улице Лазаренко). Памятник неоклассической архитектуры.

## История
Построена в 1904 году из кирпича, служила родовым захоронением Сеножацких. Была передана верующим после начала перестройки и освящена 25 ноября 1989 года. Принадлежит католическому приходу Святых Ядвиги и Казимира.
Часовня, восстановленная руками верующих, некоторое время служила церковью. Теперь каждый год в праздник святого Антония (покровитель Могилёва) происходит торжественное шествие от церкви св. Станислава.

## Архитектура

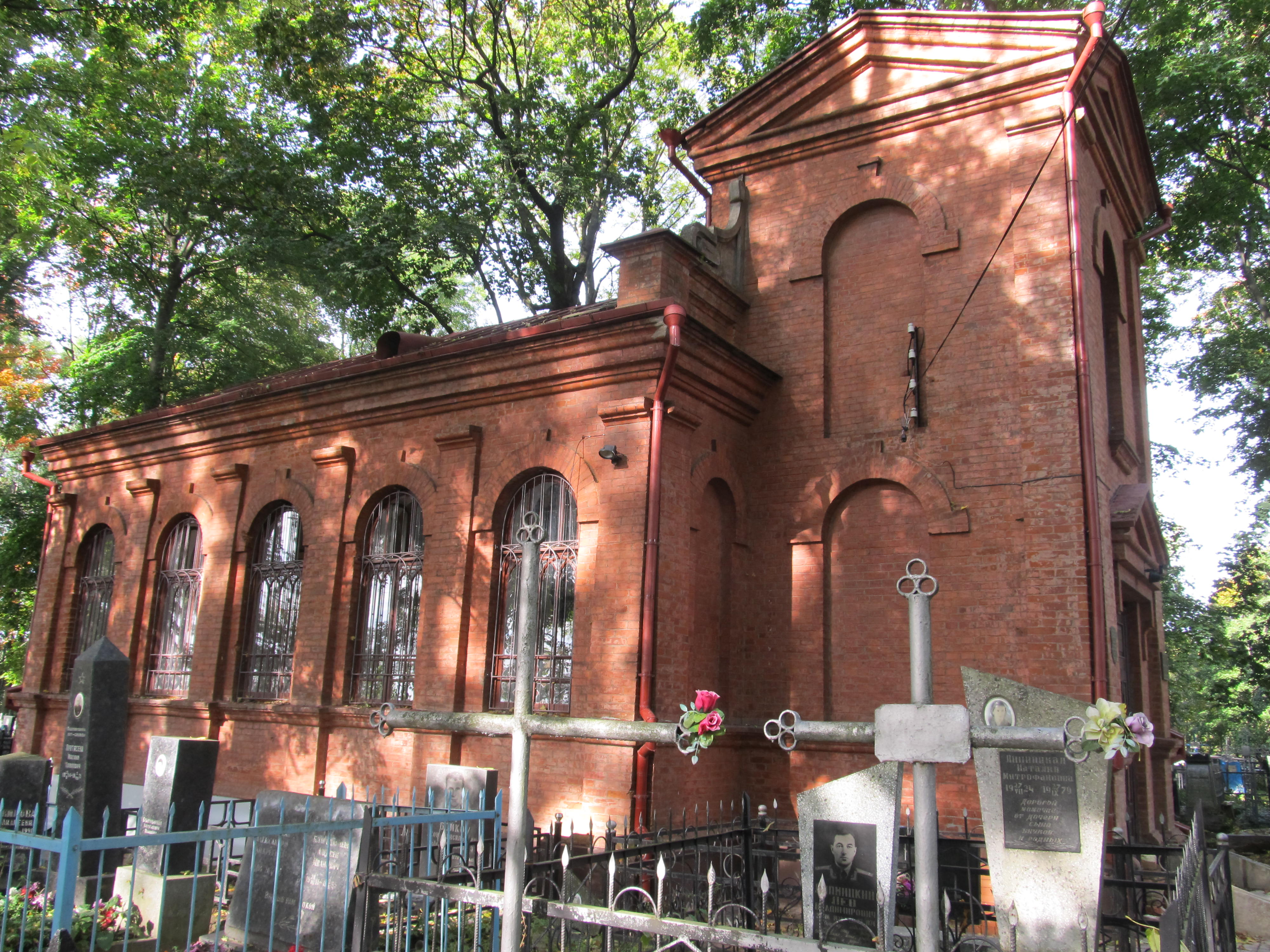
Боковой фасад

Компактное прямоугольное здание под наклонной 2-скатной крышей. К фасаду пристроена 4-гранная башня-звонница с прямоугольным входом под треугольным фронтоном и арочным оконным проёмом над ним. Фасады звонницы заканчиваются треугольными фронтонами с арочными нишами. Боковые фасады равномерно разделены арочными оконными проёмами и пилонами в стенах. Художественно-эстетическая выразительность достигается качественной кладкой из красного кирпича. Памятник неоклассической архитектуры .